# Hydaticus seminiger
Hydaticus seminiger är en skalbaggsart som först beskrevs av De Geer 1774.  Hydaticus seminiger ingår i släktet Hydaticus och familjen dykare. Arten är reproducerande i Sverige. Inga underarter finns listade i Catalogue of Life.

## Bildgalleri

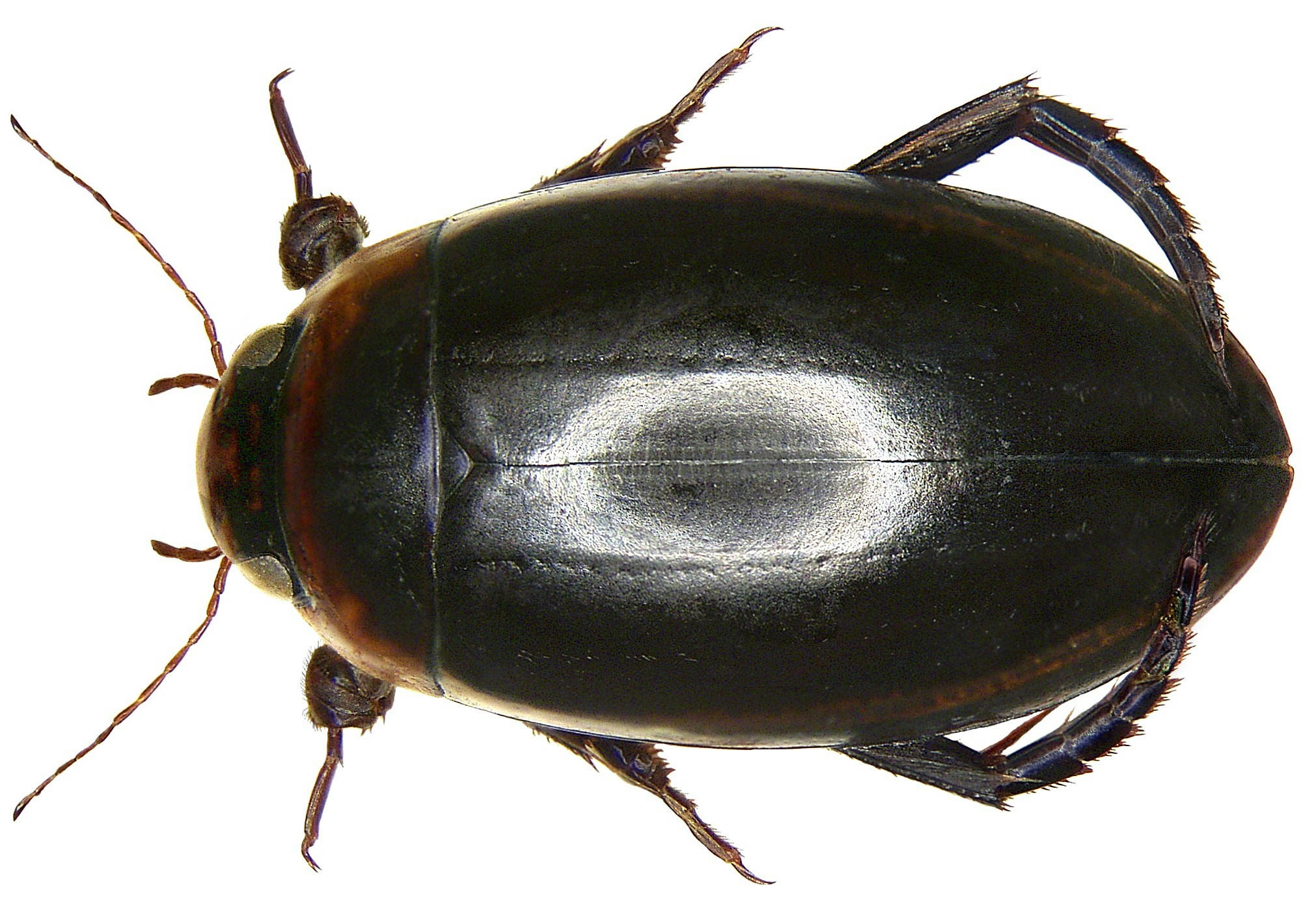
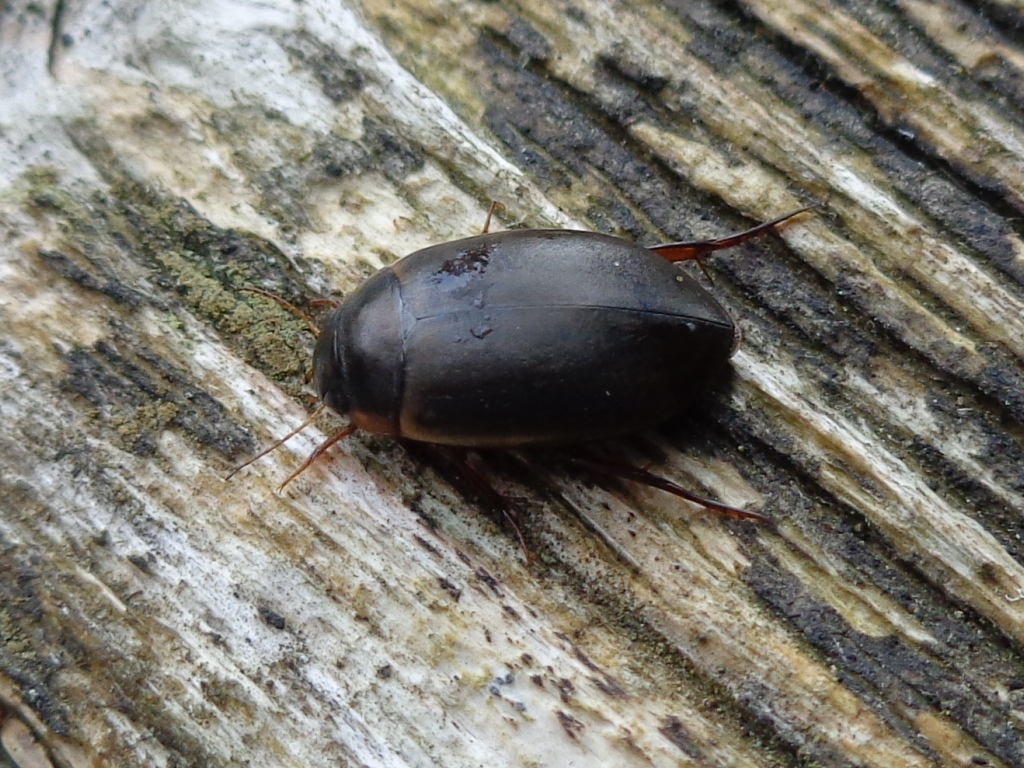
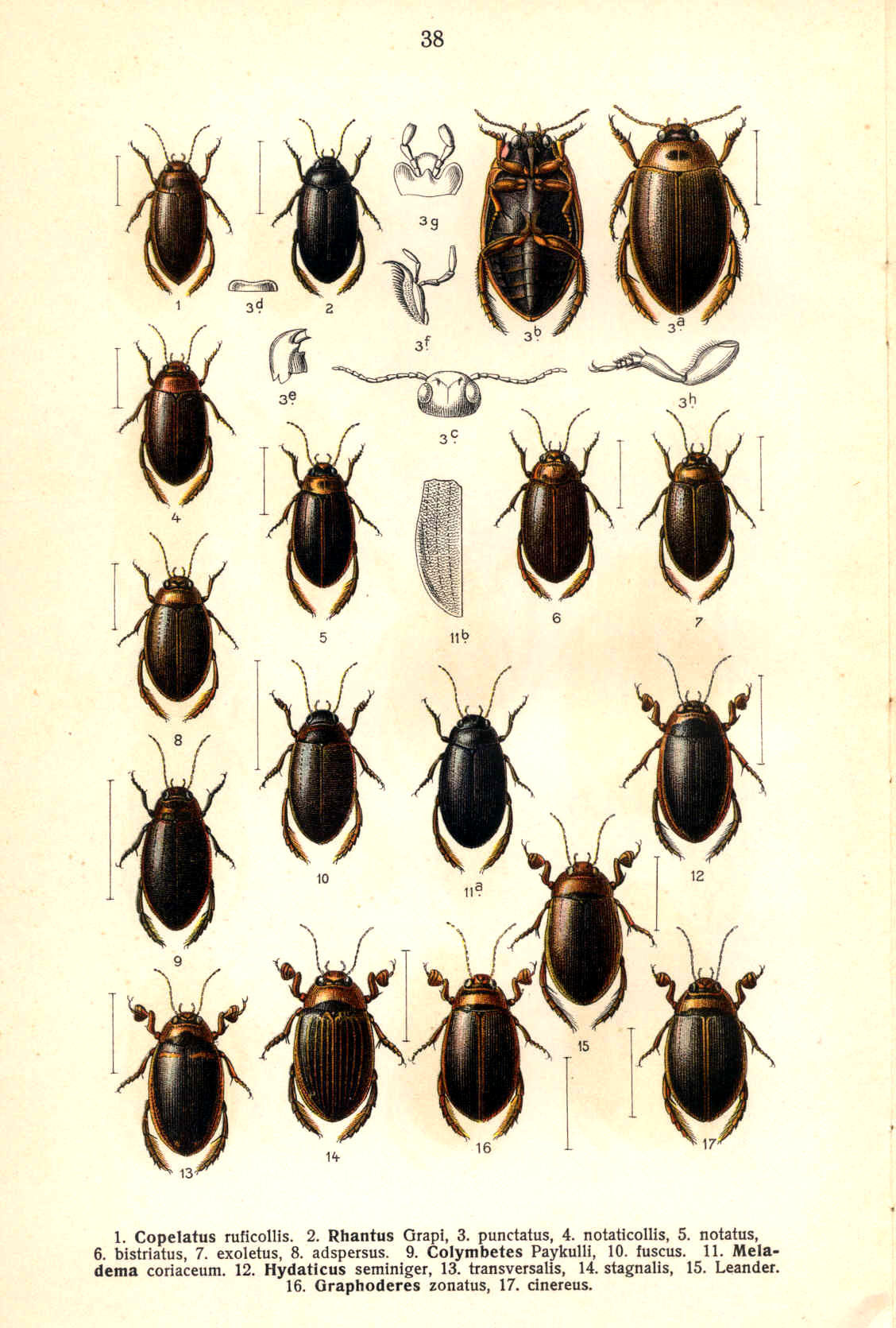
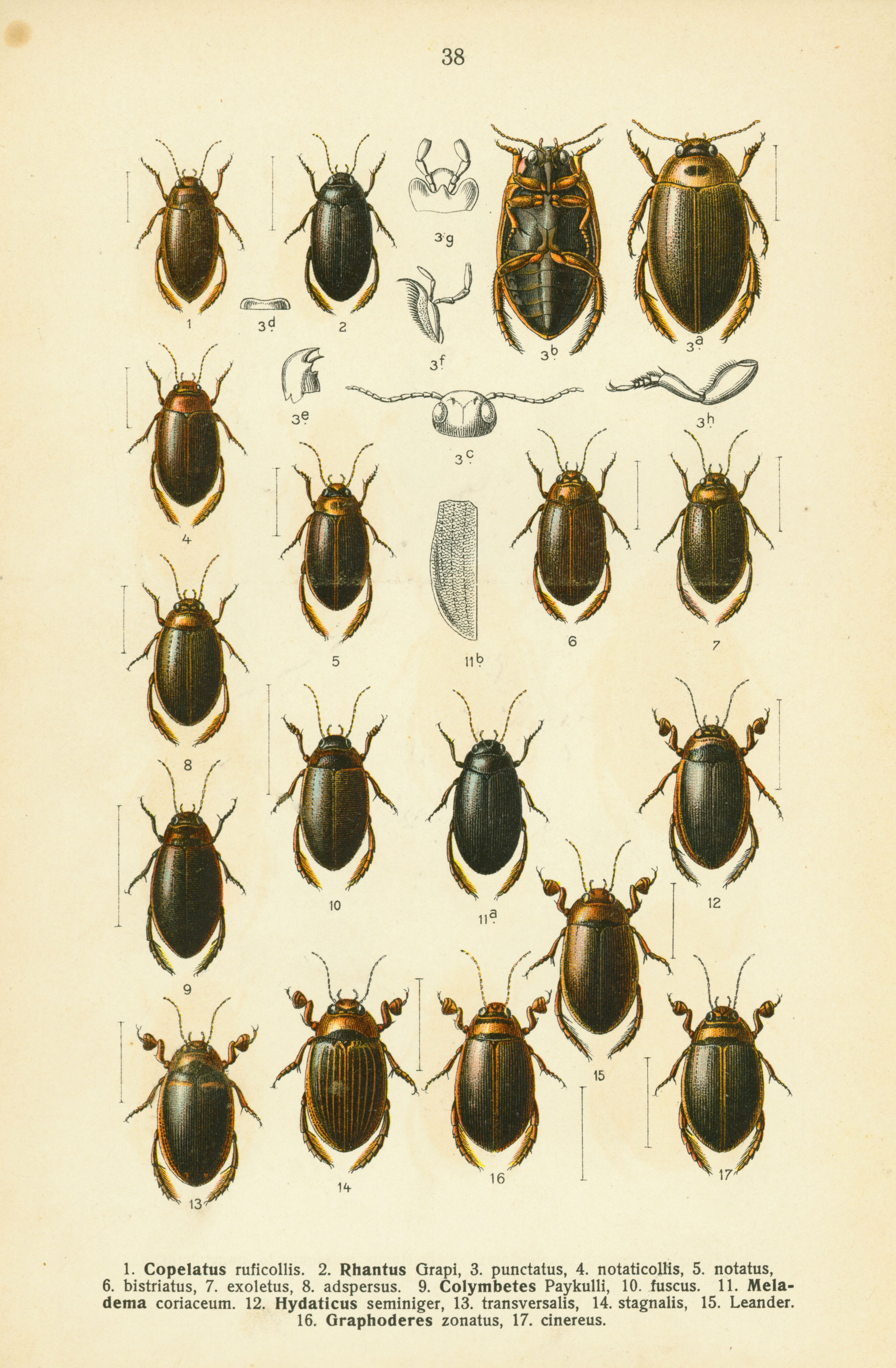